# Giro di Romagna 2007
Il Giro di Romagna 2007, ottantaduesima edizione della corsa e valida come evento dell'UCI Europe Tour 2007, si svolse il 9 settembre 2007, per un percorso di 201,8 km. La vittoria fu appannaggio dell'italiano Eddy Serri, che completò il percorso in 4h45'05", precedendo i connazionali Marco Marcato e Luca Paolini.
Sul traguardo di Lugo 58 ciclisti, su 147 partiti dalla medesima località, portarono a termine la competizione.

## Ordine d'arrivo (Top 10)
| Pos. | Corridore           | Squadra        | Tempo    |
| ---- | ------------------- | -------------- | -------- |
| 1    | Eddy Serri          | Miche          | 4h45'05" |
| 2    | Marco Marcato       | Team LPR       | s.t.     |
| 3    | Luca Paolini        | Liquigas       | s.t.     |
| 4    | Aleksandr Efimkin   | Barloworld     | s.t.     |
| 5    | Daniele Pietropolli | Tenax          | s.t.     |
| 6    | Giuseppe Palumbo    | Acqua & Sapone | s.t.     |
| 7    | Andreas Dietziker   | Team LPR       | s.t.     |
| 8    | Alessio Signego     | OTC Doors      | s.t.     |
| 9    | Martin Elmiger      | AG2R Prév.     | s.t.     |
| 10   | Boris Špilevskij    | Kio-Ene-DMT    | s.t.     |